# Guadalupe Alchipini
Guadalupe Alchipini är en ort i Mexiko.   Den ligger i kommunen Ahuehuetitla och delstaten Puebla, i den sydöstra delen av landet, 160 km sydost om huvudstaden Mexico City. Guadalupe Alchipini ligger 1 346 meter över havet och antalet invånare är 311.
Terrängen runt Guadalupe Alchipini är kuperad österut, men västerut är den platt. Terrängen runt Guadalupe Alchipini sluttar brant västerut. Runt Guadalupe Alchipini är det ganska glesbefolkat, med 22 invånare per kvadratkilometer. Närmaste större samhälle är Acatlán de Osorio, 17,2 km öster om Guadalupe Alchipini. I omgivningarna runt Guadalupe Alchipini växer huvudsakligen savannskog.